# HD 131399 Ab
HD 131399 Ab은 센타우루스자리에 있는 외계 행성으로 지구에서 약 340 광년 떨어져있다. 미국 애리조나 대학교, 프랑스 그르노블알프스 대학교가 공동 발견하였다. 이 행성은 HD 131399 항성계의 3개의 항성(HD 131399 A, HD 131399 B, HD 131399 C)주위를 돈다. 케빈 와그너 애리조나대 연구원에 따르면 이 행성은 행성의 공전 기간인 550년 중 절반 정도의 기간에는 하늘에 항성이 3개 보이며 550년 중 140년은 항상 낮이다.